# Павла Римская
Павла (итал. Paola romana; 5 мая 347, Рим — 26 января 406, Вифлеем) — христианская святая католической церкви.

## Биография
Павла родилась 5 мая 347 года в имперской столице, за что и получила прозвище Римская.
Павла происходила из богатой и знатной римской фамилии; отец её был римский патриций, а муж Токсотий — потомок дома Юлиев. У пары было пятеро детей — Блезилла, Паулина, Евстохия, Руфина и Токсотий, о биографиях которых можно узнать из писем Иеронима. Овдовев, Павла полностью посвятила себя благотворительным  делам.
В 382 году епископы Епифаний Кипрский (Саламинский) и Павлин Антиохийский находились в Риме на синоде. Встреча с двумя греческими церковными деятелями и особенно с латинянином Иеронимом, сопровождавшим Павлина, — он отправился на греческий Восток и был рукоположен в священники в Антиохии, — произвела на Паулу глубокое впечатление и пробудила в ней стремление к отшельничеству на Святой Земле.

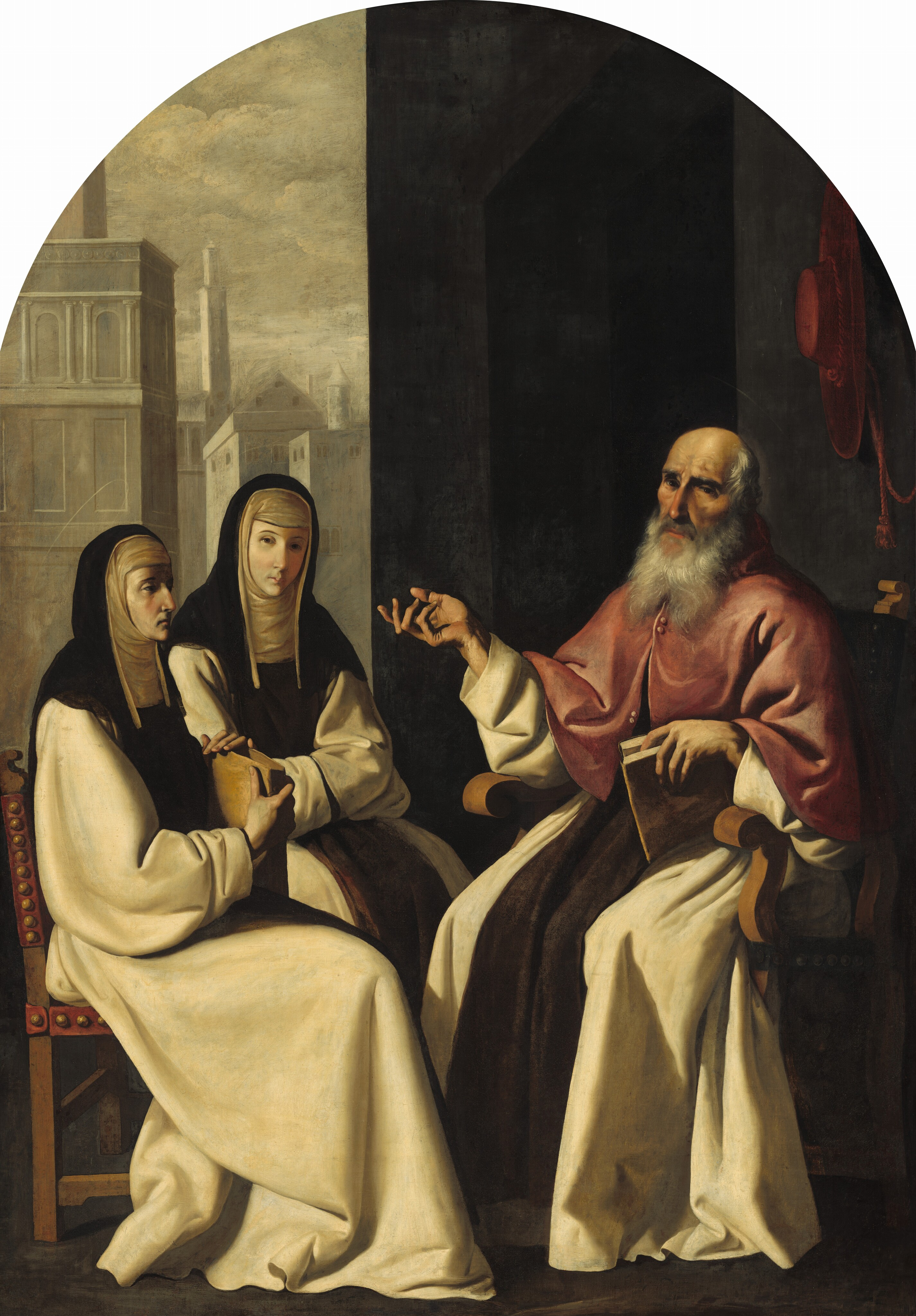
Иероним, Павла и Евстохия
(художник Ф. де Сурбаран)

В 385 году вместе с дочерьми отправилась на Ближний Восток собрав вокруг себя круг богатых благочестивых дев и вдов, желавших осуществить аскетический идеал, в том числе вдов Лею и Марцеллу; одновременно они углубили изучение Священных Писаний.
По возвращении в Вифлеем Павла построила на дороге к Иерусалиму странноприимный дом и мужской монастырь, где блаженный Иероним Стридонский был настоятелем. В Вифлееме Павла обустроила обширный женский монастырь, где и скончалась 26 января 406 года. Память Павлы почитается католиками 26 января.
В своём некрологе Иероним восхваляет самоотверженность Паулы, ее аскетический образ жизни, ее молитвенную жизнь и заботу о бедных и больных, на которые она потратила свое состояние. К тому времени, когда она умерла в Вифлееме, её репутация святой распространилась до такой степени, что на ее похоронах присутствовало несколько епископов, в том числе патриарх Иерусалимский Иоанн II, с которым ранее у нее были частые споры по поводу управления епархией.
Её дочери Блезилла и посвященная Дева (женщина в католической церкви, которая публично и навсегда поклялась хранить девственность в руках епархиального епископа) Евстохия также почитаются католиками как святые.
Могилы Паулы, Иеронима и Евстохии находятся под Базиликой Рождества Христова в Вифлееме. Мощи Паулы были перенесены в римскую базилику Санта-Мария-Маджоре в XV веке.